# Zuccherini montanari
Gli Zuccherini montanari sono dei biscotti friabili tipici della tradizione dell'Appennino tra Emilia e Toscana. Sono diffusi soprattutto nelle province di Bologna, Firenze, Modena e Prato.

## Descrizione
Vengono preparati seguendo un'antica ricetta. I biscotti hanno un impasto molto semplice, simili ad una frolla. Viene poi creata una glassatura che lo rende diverso da ogni altro biscotto, attraverso il procedimento degli antichi montanari, che avviene attraverso la bollitura dello zucchero e dell'anice. L'anice caratterizza il profumo tipico di questi biscotti.
Originariamente venivano preparati e offerti agli ospiti per celebrare le feste importanti sulle colline dell'Appennino tosco-emiliano quali Natale, Pasqua e soprattutto in occasione dei matrimoni..  In diversi paesi della zona sono tuttora donati agli ospiti dei matrimoni, insieme a bomboniere e confetti, in segno di buon augurio.
L’aggettivo “montanari” è stato aggiunto per distinguerli dagli zuccherini bolognesi, biscotti che vengono fatti nella città di Bologna e nella pianura limitrofa, simili a quelli montanari per la forma ad anello ma diversi per consistenza e privi della glassatura.
Gli zuccherini montanari sono stati inseriti nell’elenco dei prodotti agroalimentari tradizionali sia tra i prodotti emiliani, con il nome zuccherino montanaro bolognese (appennino bolognese), che tra i prodotti toscani con due diverse denominazioni: zuccherini del Mugello (appennino fiorentino – Alto Mugello) e zuccherino di Vernio (appennino pratese – Val di Bisenzio).